# 魔法老師!?neo
《魔法老師!?neo》（日语：ネギま!?neo）是日本漫畫家藤真拓哉的漫畫作品，是赤松健的漫畫作品《魔法老師》（魔法先生ネギま!）的衍生作品，以《魔法老師！？》（ネギま!?，即《魔法老師》2006年電視動畫版）部分設定為基礎，增加藤真拓哉原創劇情。

## 概要
《魔法老師！？neo》是藤真拓哉根據《魔法老師！？》部分設定繪製的漫畫，《魔法老師！？》的製作公司SHAFT掛名監修，首先在講談社漫畫雜誌《Comic BomBom》2006年11月號至2007年11月號連載；在此之前，藤真拓哉於2006年8月13日發行的同人誌《COLOR》（COLOR）第3頁預告將於《Comic BomBom》連載《魔法老師！？》改編漫畫（當時未透露名稱），《魔法老師！？neo》第0話率先刊登於2006年9月29日發行的《Comic BomBom》2006年10月號增刊《Abracadabra (漫畫雜誌)》。由於《Comic BomBom》於2007年11月15日發行2007年12月號以後停刊，《魔法老師！？neo》改在講談社漫畫雜誌《Magazine SPECIAL》2008年2月號（2008年1月20日發行）至2009年9月號（2009年8月20日發行）連載完畢。《魔法老師！？neo》在《Comic BomBom》連載時的劇情是以《魔法老師！？》部分設定為基礎，改在《Magazine Special》連載後增加藤真拓哉原創劇情。《魔法老師！？neo》開始連載以後，藤真拓哉不再創作《魔法老師》十八禁同人誌。
2007年2月16日，講談社發行《魔法老師！？neo》單行本第1集，封面書腰廣告標語為：「比本家還萌？赤松健老師推薦!!電視動畫版改編漫畫!!」（本家よりも萌える？赤松健先生推薦!!TVアニメ版をコミカライズ!!）。2007年11月，藤真拓哉在《Megami MAGAZINE》的專訪中說，他畫原創漫畫與改編漫畫，因此容易受到原作影響，甚至經常刻意改變畫風；所以他現在的畫風「應該是很近期才確立下來的」，他現在的畫風差不多就是「《熱風海陸 The Rising》加上《魔法老師!?neo》，除以2」的感覺。

## 出版書籍
| 卷數 | 講談社         | 講談社                                                  | 東立出版社    | 東立出版社             |
| 卷數 | 發售日期       | ISBN                                                    | 發售日期      | ISBN                   |
| ---- | -------------- | ------------------------------------------------------- | ------------- | ---------------------- |
| 1    | 2007年2月16日  | ISBN 978-4-06-332069-5                                  | 2009年2月4日  | ISBN 978-986-10-3069-2 |
| 2    | 2007年7月17日  | ISBN 978-4-06-332087-9 ISBN 978-4-06-362084-9（限定版） | 2009年2月25日 | ISBN 978-986-10-3070-8 |
| 3    | 2007年11月16日 | ISBN 978-4-06-375106-2 ISBN 978-4-06-362095-5（限定版） | 2009年3月17日 | ISBN 978-986-10-3071-5 |
| 4    | 2008年7月17日  | ISBN 978-4-06-384017-9 ISBN 978-4-06-362120-4（限定版） | 2009年8月24日 | ISBN 978-986-10-3072-2 |
| 5    | 2008年12月17日 | ISBN 978-4-06-384080-3 ISBN 978-4-06-362126-6（限定版） | 2009年9月21日 | ISBN 978-986-10-3600-7 |
| 6    | 2009年4月17日  | ISBN 978-4-06-384125-1                                  | 2011年5月10日 | ISBN 978-986-10-3601-4 |
| 7    | 2009年10月16日 | ISBN 978-4-06-384195-4 ISBN 978-4-06-362151-8（限定版） | 2011年5月27日 | ISBN 978-986-10-4664-8 |

## 外部連結
- 講談社《魔法老師！？neo》官方網頁
- 東立出版社《魔法老師！？neo》書目資料清單